# Acontias wakkerstroomensis
Acontias wakkerstroomensis — вид сцинкоподібних ящірок родини сцинкових (Scincidae). Ендемік Південно-Африканської Республіки.

## Поширення і екологія
Acontias wakkerstroomensis мешкають на південному сході провінції Мпумаланга та в сусідніх районах провінції Квазулу-Наталь. Вони живуть на сухих луках, на висоті від 1847 до 2140 м над рівнем моря.